# Hemicycla guamartemes
Hemicycla guamartemes is een slakkensoort uit de familie van de Helicidae. De wetenschappelijke naam van de soort is voor het eerst geldig gepubliceerd in 1857 door Grasset.